# Mjøsa
Mjøsa é o maior lago da Noruega. Situa-se no sudeste do país, partilhando os condados de Innlandet e Viken. Está localizado a cerca de 100 km a norte de Oslo. O maior rio afluente é o Gudbrandsdalslågen a norte; o maior rio de subafluente é o Vorma a sul.

Do ponto mais a sul em Minnesund (Eidsvoll) até ao extremo norte em Lillehammer são 117 km. Na largura máxima, perto de Hamar, tem 15 km. A sua área é de 365 km² e o volume é estimado em 56 km³; normalmente a superfície está 123 metros acima do nível do mar, e a maior profundidade é de 468 metros. A linha de costa é estimada em 273 km. É propenso a cheias: nos últimos duzentos anos registaram-se vinte cheias que aumentaram o nível da água em sete metros, algumas das quais atingiram a cidade de Hamar.

As cidades de Hamar, Gjøvik, e Lillehammer situam-se nas margens do lago Mjøsa.